# Protéine de fusion

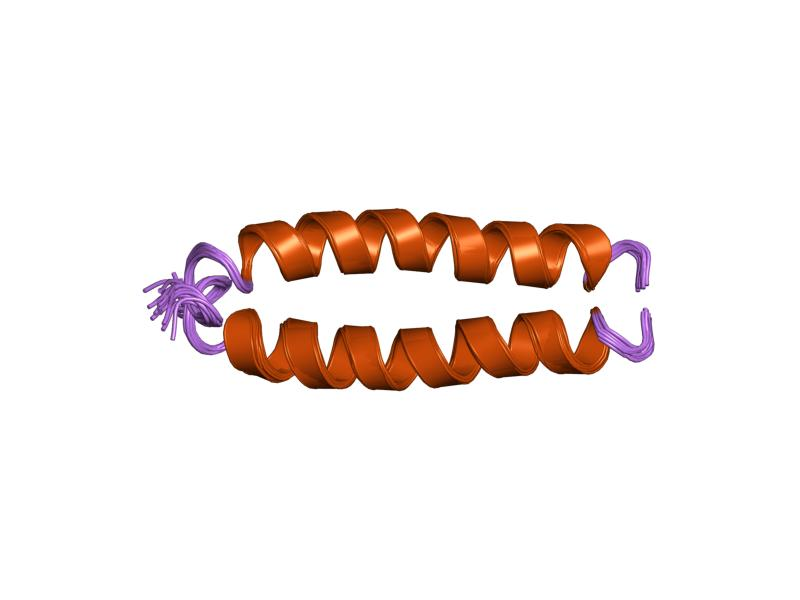
Protéine chimérique comprenant deux sous-unités et une protéine de liaison synthétisée par la technologie de fusion recombinante.

Une protéine de fusion est une protéine artificielle obtenue par la combinaison de différentes protéines, ou partie de protéines. Elle est obtenue à la suite de la création par recombinaison de l'ADN d'un gène comportant les cadres de lecture ouverts correspondant aux protéines ou parties de protéines désirées. Les protéines de fusion peuvent également être appelées protéines chimères.

## Exemples d'utilisation

### Localisation des protéines
Une des applications les plus connues des protéines de fusion est la fusion d'une protéine d'intérêt à une protéine fluorescente. De telles protéines chimères sont utilisées en recherche fondamentale pour étudier la localisation des protéines, c'est-à-dire le positionnement dans la cellule de ces protéines.

### Purification des protéines
Une des étapes importantes de la purification des protéines est la séparation de la protéine d'intérêt des protéines contaminantes. Pour cela, la protéine d'intérêt est généralement fusionné à une étiquette (tag en anglais), permettant « d'attraper » la protéine recombinante. Un exemple d'étiquette est la séquence d'acides aminés de 6 histidines ayant la capacité de se lier au nickel ou au cobalt.

### Thérapeutique
Des médicaments comme l'abatacept ou l'aflibercept sont des protéines de fusion. Les médicaments basés sur cette technologie ont le suffixe "-cept" selon la dénomination commune internationale (DCI). On l'utilise notamment dans le domaine de l'immunothérapie en combinant un anticorps monoclonal à une molécule active, pour cibler une cellule (par exemple dans le cadre de cancers).